# Aeronavă propulsată muscular

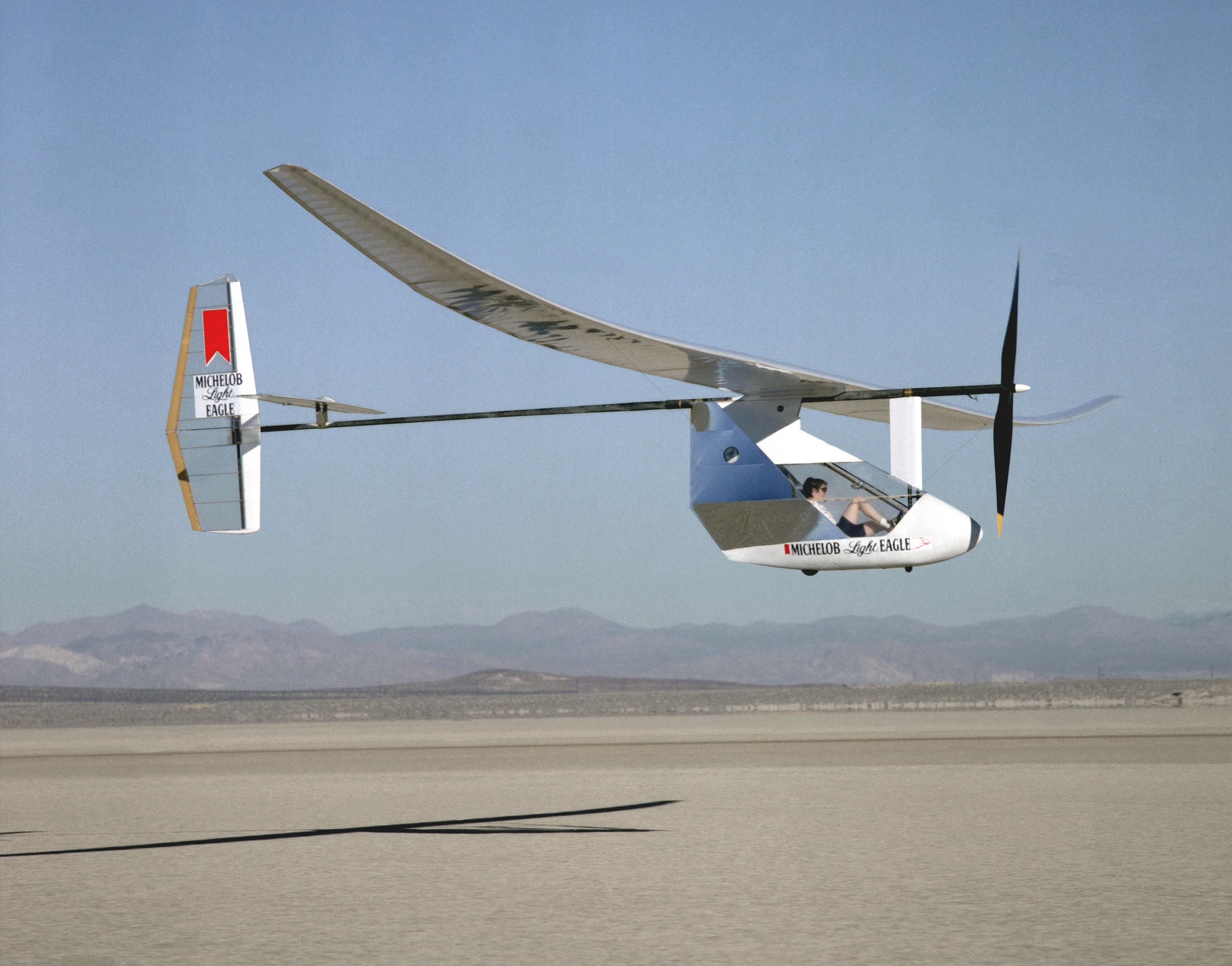
Un zbor de încercare al Light Eagle

O aeronavă propulsată muscular e un vehicul aerian propulsat numai de forța musculară a pilotului. Primele încercări de zbor  propulsat muscular nu au avut succes din cauza dificultății de a obține un raport corespunzător putere-greutate. Primele vehicule de acest tip au fost ornitoptere care nu au fost doar prea grele pentru a îndeplini această cerință, dar și aerodinamic nesatisfăcătoare.
Începând cu 2008, aeronave propulsate muscular au avut succes, reușind să zboare pe distanțe considerabile. Cu toate acestea ele sunt construite în primul rând ca o provocare de inginerie, mai degrabă decât pentru orice fel de scop de agrement sau utilitar.

## Fundamente
Construirea unei aeronave propulsate muscular funcționale a fost posibilă doar prin utilizarea de noi materiale ușoare cu o rezistență suficientă.

## Istoric
O aeronavă numită HV-1 Mufli (Muskelkraft-Flugzeug) construit de Helmut Hassler și Villinger Franz (DE) a zburat pentru prima dată în 30 august 1935 pe o distanță de 235 metri, la Halle an der Saale. 120 de zboruri au fost efectuate, cel mai lung fiind 712 de metri în 1937. Cu toate acestea, a fost lansat printr-un cablu tensionat și așa nu a fost strict propulsat muscular.
23 aprilie 1988: studenți și profesori de la Institutul de Tehnologie din Massachusetts (MIT) au construit aeroplanul propulsat muscular Daedalus 88 (greutate 31 kg, gama de 34 m) care a zburat de la Heraklion din Creta spre Santorini. Pilot a fost ciclistul grec Kanellos Kannellopoulos. La câțiva metri de plaja din Santorini o rafală de vânt a rupt avionul. Zborul a durat trei ore și 54 minute la o viteză de aproximativ 32 km /h.